# Agáve modrá
Agáve modrá (Agave tequilana) je druh jednoděložné sukulentní rostliny z čeledi chřestovitých, z jehož jádra se vyrábí alkoholický nápoj tequila. Listová růžice tuhých, dužnatých, ostnitých listů dorůstá výšky až 2 metry. Květonosná lodyha vyrážející u pětiletých rostlin a nesoucí žluté květy, opylované netopýry a kolibříky, může dosahovat dalších 5 metrů, při komerčním pěstováním bývá odstraňována.
Tento druh agáve přirozeně roste v mexických státech Sonora, Sinaloa, Jalisco, Michoacán a Oaxaca, v nadmořských výškách přes 1500 m, na živinami bohatých, písčitých půdách. Za účelem získání suroviny pro výrobu tequily se pěstuje výhradně kultivar 'Weber Azul'.
První popis publikoval v roce 1902 Frédéric Albert Constantin Weber.

## Synonyma
- Agave palmeris Trelease
- Agave pesmulae Trelease
- Agave subtilis Trelease.